# Albert Delpérée
Albert Delpérée (Luik, 23 april 1912 - Brussel, 26 december 1984) was een Belgisch senator.

## Levensloop
Delpérée werd onderwijzer aan het Europacollege in Brugge en in 1964 docent aan de UCL.
Van 1945 tot 1946 was hij kabinetssecretaris van UDB-minister Jacques Basyn en vervolgens was hij de kabinetssecretaris van Léon-Eli Troclet. In 1959 werd hij secretaris-generaal van het ministerie van Sociale Voorzorg, wat hij bleef tot in 1977. Ook was Delpérée actief als demograaf.
Hij was een Waals militant en verzeilde zo in de partij FDF. Voor deze partij zetelde hij van 1977 tot 1981 in de Belgische Senaat: van 1977 tot 1978 als gecoöpteerd senator en van 1978 tot 1981 als rechtstreeks gekozen senator voor het arrondissement Brussel.
Zijn zoon Francis Delpérée werd ook politiek actief.

## Bron
- Encyclopédie du Mouvement Wallon.